# Сан-Костантино-Калабро
Сан-Костантино-Калабро (итал. San Costantino Calabro) — коммуна в Италии, располагается в регионе Калабрия, подчиняется административному центру Вибо-Валентия.
Население составляет 2320 человек (на 2006 г.), плотность населения составляет 330 чел./км². Занимает площадь 7 км². Почтовый индекс — 89851. Телефонный код — 0963.
Покровителем коммуны почитается, вероятно, святой Константин , празднование 12 апреля и 21 мая.